# Colony
Colony je četvrti studijski album sastava melodičnog death metala In Flames. Objavljen je 31. svibnja 1999. Björn Gelotte prešao je s pozicije bubnjara na gitarista kad Niclas Engelin napustio je sastav, a sastavu se pridružio Daniel Svensson i Peter Iwers. Postava iz Colony ostao je nepromijenjena sve do 2010. godine. Album govori o raznim aspektima religije i spiritualnosti, od donekle pozitivnog svijetla "Embody the Invisible" i "The New Word" do negativnijih "Zombie Inc." i "Scorn".  Ovaj album pokazuje brži, žešći i energičniji pristup glazbi nego na prethodnom albumu Whoracle iako je stil pisanja pjesama sličan.
Za pjesmu "Ordinary Story" snimljen je glazbeni spot.
"Behind Space '99" prerada je pjesme "Behind Space" s albuma Lunar Strain iako je akustični dio na početku izrezan.
"Embody the Invisible" može se čuti u videoigri Tony Hawk's Underground.

## Popis pjesama
Tekstovi: Anders Fridén, glazba: Jesper Strömblad i Björn Gelotte.
| 1.    | »Embody the Invisible«                        | 3:37 |
| 2.    | »Ordinary Story«                              | 4:16 |
| 3.    | »Scorn«                                       | 3:38 |
| 4.    | »Colony«                                      | 4:39 |
| 5.    | »Zombie Inc.«                                 | 5:05 |
| 6.    | »Pallar Anders visa« (instrumentalna skladba) | 1:41 |
| 7.    | »Coerced Coexistence«                         | 4:14 |
| 8.    | »Resin«                                       | 3:21 |
| 9.    | »Behind Space '99«                            | 3:58 |
| 10.   | »Insipid 2000«                                | 3:45 |
| 11.   | »The New World«                               | 3:18 |
| 41:32 |                                               |      |

| Dodatne pjesme na japanskom izdanju iz 1999. | Dodatne pjesme na japanskom izdanju iz 1999. | Dodatne pjesme na japanskom izdanju iz 1999. | Dodatne pjesme na japanskom izdanju iz 1999. | Dodatne pjesme na japanskom izdanju iz 1999. | Dodatne pjesme na japanskom izdanju iz 1999. | Dodatne pjesme na japanskom izdanju iz 1999. | Dodatne pjesme na japanskom izdanju iz 1999. | Dodatne pjesme na japanskom izdanju iz 1999. | Dodatne pjesme na japanskom izdanju iz 1999. |
| Br.                                          | Skladba                                      | Trajanje                                     |                                              |                                              |                                              |                                              |                                              |                                              |                                              |
| -------------------------------------------- | -------------------------------------------- | -------------------------------------------- | -------------------------------------------- | -------------------------------------------- | -------------------------------------------- | -------------------------------------------- | -------------------------------------------- | -------------------------------------------- | -------------------------------------------- |
| 12.                                          | »Clad in Shadows '99«                        | 2:24                                         |                                              |                                              |                                              |                                              |                                              |                                              |                                              |
| 13.                                          | »Man Made God« (instrumentalna skladba)      | 4:12                                         |                                              |                                              |                                              |                                              |                                              |                                              |                                              |
| 48:07                                        |                                              |                                              |                                              |                                              |                                              |                                              |                                              |                                              |                                              |

| Dpdatne pjesme na korejskom digipak-izdanju iz 1999. | Dpdatne pjesme na korejskom digipak-izdanju iz 1999.     | Dpdatne pjesme na korejskom digipak-izdanju iz 1999. | Dpdatne pjesme na korejskom digipak-izdanju iz 1999. | Dpdatne pjesme na korejskom digipak-izdanju iz 1999. | Dpdatne pjesme na korejskom digipak-izdanju iz 1999. | Dpdatne pjesme na korejskom digipak-izdanju iz 1999. | Dpdatne pjesme na korejskom digipak-izdanju iz 1999. | Dpdatne pjesme na korejskom digipak-izdanju iz 1999. | Dpdatne pjesme na korejskom digipak-izdanju iz 1999. |
| Br.                                                  | Skladba                                                  | Trajanje                                             |                                                      |                                                      |                                                      |                                                      |                                                      |                                                      |                                                      |
| ---------------------------------------------------- | -------------------------------------------------------- | ---------------------------------------------------- | ---------------------------------------------------- | ---------------------------------------------------- | ---------------------------------------------------- | ---------------------------------------------------- | ---------------------------------------------------- | ---------------------------------------------------- | ---------------------------------------------------- |
| 12.                                                  | »Clad in Shadows '99«                                    | 3:01                                                 |                                                      |                                                      |                                                      |                                                      |                                                      |                                                      |                                                      |
| 13.                                                  | »Man Made God« (instrumentalna skladba)                  | 4:10                                                 |                                                      |                                                      |                                                      |                                                      |                                                      |                                                      |                                                      |
| 14.                                                  | »Murders in the Rue Morgue« (obrada pjesme Iron Maidena) | 3:06                                                 |                                                      |                                                      |                                                      |                                                      |                                                      |                                                      |                                                      |
| 51:49                                                |                                                          |                                                      |                                                      |                                                      |                                                      |                                                      |                                                      |                                                      |                                                      |

Deluxe izdanje (2004.) sadrži
- sve gore navedene pjesme i:
- Dodatnu pjesmu: "Man Made God"
- Fotogaleriju
- Spot za pjesmu "Ordinary Story"
- Kompjutersku pozadinu
- Screensaver
- Winamp skinove
- Riječi pjesama

## Zasluge
| In Flames - Anders Fridén – vokal - Peter Iwers – bas-gitara - Daniel Svensson – bubnjevi - Björn Gelotte – gitara - Jesper Strömblad – gitara Dodatni glazbenici - Charlie Storm – klavijature, računalno izvođena glazba - Kee Marcello – solo-gitara (na pjesmi "Coerced Coexistence") | Ostalo osoblje - Andreas Marschall – naslovnica albuma - Fredrik Nordström – orgulje, gitara - Göran Finnberg – mastering - Niklas Sundin – prijevodi - Peter Wildoer – tehničar (bubnjevi) - Flea Black – umjetnički direktor |

## Vanjske poveznice
- Colony - detalji o albumu
- Colony - riječi pjesama
- Colony - informacije